# Warzige Berberitze

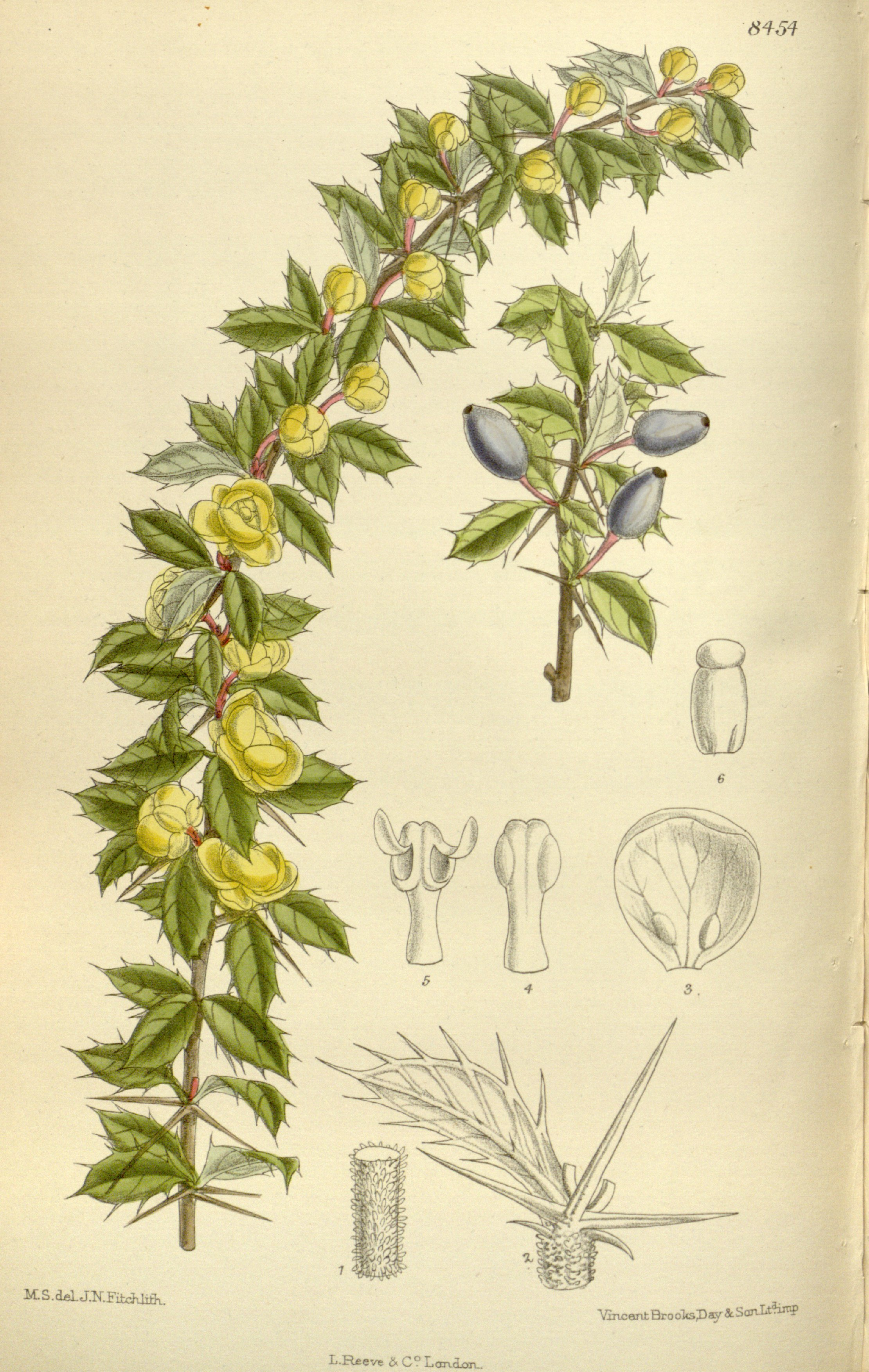
Illustration

Die Warzige Berberitze (Berberis verruculosa) ist eine Pflanzenart aus der Gattung der Berberitzen (Berberis) innerhalb der Familie der Berberitzengewächse (Berberidaceae). Sie stammt aus China und wird als Zierpflanze verwendet.

## Beschreibung

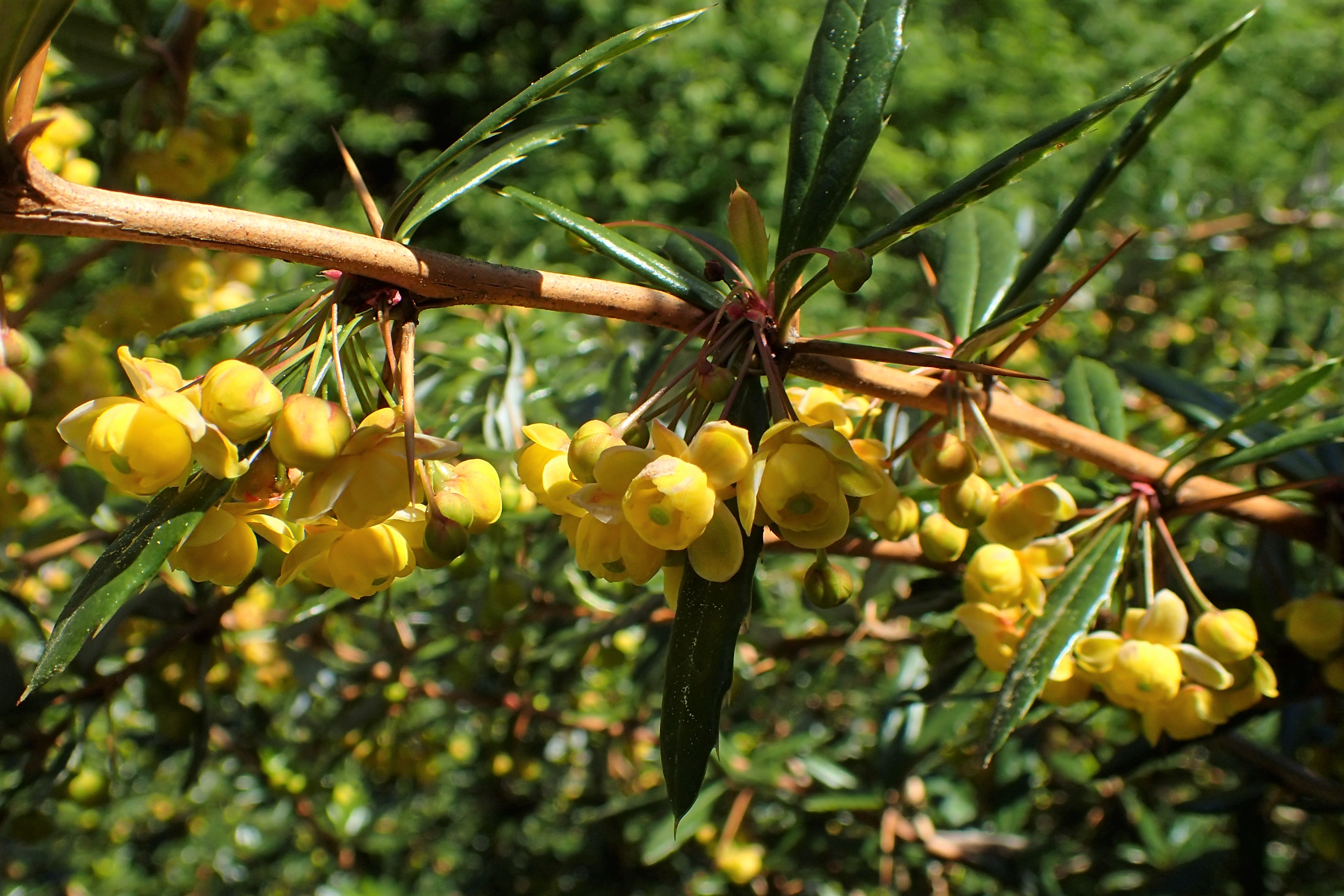
Zweig mit Laubblättern, Dornen und Blüten

### Vegetative Merkmale
Die Warzige Berberitze ist ein dichtwüchsiger, immergrüner Strauch, der Wuchshöhen von bis zu 1,5 Metern erreicht. Die Rinde der bogigen Zweige ist rau und anfänglich mit sehr feinen braunen, später schwarzen Warzen besetzt.
Die zahlreichen, ledrigen und fast sitzenden, stachselspitzigen Laubblätter sind relativ klein. Die Blätter sind eiförmig bis elliptisch oder verkehrt-eiförmig, die Blattränder mit wenigen stacheligen Zähnen sind leicht umgebogen. Die Blattoberseite ist glänzend dunkelgrün und die Unterseite weißlich „bereift“, glauk. Die Blattdornen sind dreiteilig und bis zu 2 cm lang. Die Herbstfärbung ist rot.
Die Blüten sind zumeist einzeln in den Blattachseln angeordnet. Die gestielten, zwittrigen Blüten sind goldgelb mit 15 Blütenhüllblättern.
Die eiförmigen bis ellipsoiden, etwa 1 Zentimeter langen und mehrsamigen Beeren mit Narbenresten sind blau-schwarz und „bereift“.

## Vorkommen
Berberis verruculosa kommt in den chinesischen Provinzen Sichuan, Gansu sowie Yunnan vor. Sie gedeiht dort im Dickicht, in Felsspalten und Wäldern in Höhenlagen von 1900 bis 3200 Metern.

## Taxonomie
Die Erstbeschreibung von Berberis verruculosa erfolgte 1906 durch William Botting Hemsley und E.H.Wilson in Bulletin of Miscellaneous Information, Royal Gardens, Kew, 1906, 5, S. 151.

## Verwendung
Wie viele andere Berberitzen-Arten findet diese Art als Zierstrauch Verwendung. Sie wurde von Ernest Henry Wilson, der von 1899 bis 1905 für Veitch and Sons in West- und Mittelchina Pflanzen sammelte, 1904 in Europa eingeführt.

### Hybriden
In gärtnerischer Kultur entstanden von Berberis verruculosa mit anderen Arten der Gattung Hybriden:
- Mit der Schönblühenden Berberitze (Berberis calliantha) bildet die Warzige Berberitze die Hybride Berberis ×bristolensis Ahrendt.
- Mit der Schneeigen Berberitze (Berberis candidula) bildet die Warzige Berberitze die Hybride Berberis ×frikartii C.K.Schneid. ex Laar.
- Mit der Varietät Gagnepains Berberitze (Berberis gagnepainii var. lanceifolia) bildet die Warzige Berberitze die Hybride Berberis ×hybrido-gagnepainii.
- Mit der Varietät Hookers Berberitze (Berberis hookeri var. viridis) bildet die Warzige Berberitze die Hybride Berberis ×interposita Ahrendt